# Sven Brolin (ingenjör)

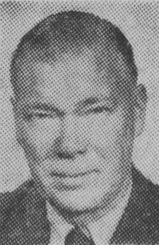
Sven Brolin

Sven Johan Fredrik Brolin, född 30 oktober 1887 i Stockholm, död 17 augusti 1967 i Stockholm, var en svensk ingenjör. Han var far till Ulf Brolin.
Brolin, som var son till tillsyningsman Johan Brolin och Kristina Svensson, avlade studentexamen i Stockholm 1908 och utexaminerades från Kungliga Tekniska högskolan 1915. Han var biträdande ingenjör vid Stockholms stads byggnadskontor 1915–1917, konstruktör vid gatuavdelningen 1918 och ingenjör där 1919–1939 (från 1922 Stockholms stads gatukontor) och ingenjör vid Stockholms stads stadsplanekontor från 1939. Brolin är begravd på Sandsborgskyrkogården i Stockholm.